# Décharge (film, 2011)
Pour les articles homonymes, voir Décharge.
Pour plus de détails, voir Fiche technique et Distribution.
Décharge est un film québécois réalisé par Benoît Pilon, qui est sorti en 2011.

## Synopsis
Un éboueur entrepreneur à son compte, ex-délinquant, tente de venir en aide à une jeune toxicomane qui se prostitue pour un gang de rue.

## Fiche technique
- Titre original : Décharge
- Réalisation : Benoît Pilon
- Scénario : Benoît Pilon et Pierre Szalowski
- Musique : Robert Marcel Lepage
- Conception artistique : Guy Lalande
- Décors : Ginette Robitaille
- Costumes : Odette Gadoury
- Coiffure : André Duval
- Maquillage : Kathryn Casault
- Photographie : Michel La Veaux
- Son : Gilles Corbeil, Martin Allard, Stéphane Bergeron
- Montage : Richard Comeau et Louis-Philippe Rathé
- Production : Richard Lalonde
- Société de production : Forum Films
- Sociétés de distribution : Remstar
- Pays de production :  Canada
- Langue originale : français
- Format : couleur
- Genre : Drame de mœurs
- Durée : 94 minutes
- Dates de sortie :
  - Belgique : 2 octobre 2011  (Festival international du film francophone de Namur)[1]
  - Canada : 21 octobre 2011  (sortie en salle au Québec)
  - France : 19 novembre 2011  (15e édition du Cinéma du Québec à Paris)
  - Canada : 14 février 2012  (DVD)

## Distribution
- David Boutin : Pierre Dalpé
- Isabel Richer : Madeleine Petrescu
- Sophie Desmarais : Ève
- Ralph Prosper : Aristide
- Alexandre Pilon : Alex
- Clauter Alexandre : Micky
- Réginald St-Èloy : Mô
- Claude Lemieux : Richard
- Sylvain Massé : Marcel
- Hugo Giroux : Christian
- Léo Deslauriers : Dimitri
- Rose Langlois : Suzie
- Charles-Alexandre Dubé : Pierre Dalpé 17 ans

## Article annexe
- Psychotrope au cinéma et à la télévision